# واهه هوهانیسیان (سیاست‌مدار و تاریخ‌شناس)
واهه ساهاکی هوهانیسیان (ارمنی: Վահե Սահակի Հովհաննիսյան؛ زادهٔ ۱۹ نوامبر ۱۹۸۴) یک سیاستمدار و مورخ اهل ارمنستان است که از تاریخ ۲۰۱۹ تا تاریخ ۲۰۲۱ سمت نمایندگی دوره مجلس ملی جمهوری ارمنستان را برعهده داشت.

## زندگی‌نامه
در ۱۹ نوامبر ۱۹۸۴ در آرگل به دنیا آمد و از دانشکده تاریخ دانشگاه دولتی ایروان و فرهنگستان ملی علوم ارمنستان فارغ‌التحصیل شد.